# Erich Frister
Erich Frister (* 20. Oktober 1927 in Berlin; † 30. Oktober 2005 in Berlin) war ein deutscher Lehrer und Gewerkschafter. 1968–1981 leitete Frister die Gewerkschaft Erziehung und Wissenschaft (GEW).

## Leben
Frister wuchs in schwierigen Verhältnissen als Adoptivkind in einem Berliner Arbeiterviertel auf. Seine wahre Herkunft konnte er nicht herausfinden. Von 1951 bis 1959 arbeitete er als Lehrer an Grund- und Hauptschulen in Berlin, dann bis 1961 als Schulleiter. 1961 wurde er Schulrat in Berlin-Reinickendorf. 1964–1971 war er für die SPD Bezirksstadtrat für Volksbildung im Bezirk Neukölln.
Erich Frister war seit 1948 Mitglied der GEW. 1950–1961 war er Personalratsmitglied, die letzten sieben Jahre als Vorsitzender. 1954 wurde er Landesvorstandsmitglied der GEW Berlin, 1959 Landesgeschäftsführer (bis 1965). 1960 wurde er zum 3. Vorsitzenden, 1966 zum 2. Vorsitzenden und 1968 zum 1. Vorsitzenden der GEW auf Bundesebene gewählt. Als GEW-Vorsitzender beteiligte sich Frister rege an den bildungspolitischen Debatten der 1960er und 1970er Jahre. Er vertrat engagiert das Ziel, die Chancengleichheit von Kindern aus sozial benachteiligten Elternhäusern zu verbessern, und setzte sich für die Einführung der Gesamtschule ein. Fristers positive Haltung zu Berufsverboten und Unvereinbarkeitsbeschlüssen führte zu kontroversen innergewerkschaftlichen Auseinandersetzungen.
In seiner Amtszeit bis 1981 war er zugleich Mitglied des DGB-Bundesvorstandes und ab 1972 Präsident der Internationalen Föderation der Freien Lehrergewerkschaften (IFFL), die als Internationales Berufssekretariat der Lehrer des Internationalen Bundes Freier Gewerkschaften (IBFG) agierte.
1981 wurde Erich Frister Arbeitsdirektor des gewerkschaftlichen Wohnungsbauunternehmens Neue Heimat und dadurch 1982 Teil des Neue-Heimat-Skandals.

## Schriften
- (als Mitherausgeber der Gesetzessammlung): Berliner Recht für Schule und Lehrer, Kulturbuch-Verlag, Berlin 1957–1961
- (mit Luc Jochimsen): Wie links dürfen Lehrer sein? Rowohlt, Reinbek 1972
- Schicksal Hauptschule. Argumente zugunsten einer sprachlosen Minderheit. Bund-Verlag, 1982
- (mit Monika Bistram): Die Jahre der Hoffnung. Gesellschaft, Bildung, Gewerkschaft in der Reformperiode Bund-Verlag, 1984
- Heinrich Rodenstein. Lehrer und Gewerkschafter 1902–1980 1988
- Hans-Peter de Lorent: Erich Frister – Biografie des Vorsitzenden der GEW 1968–1981, Beltz Juvent, Weinheim 2021, ISBN 978-3-7799-6510-7